# Luis Ojeda
Luis Ojeda est un footballeur argentin né le 21 mars 1990 à Romang. Il évolue au poste de gardien de but.

## Biographie
Avec le club d'Argentinos Juniors, il dispute 80 matchs en première division argentine. Il joue également quatre rencontres en Copa Sudamericana.

## Palmarès
- Champion d'Argentine en 2010 (Tournoi de clôture) avec les Argentinos Juniors